# Charity Commission for England and Wales
Die Charity Commission for England and Wales (walisischer Name Comisiwn Elusennau Cymru a Lloegr) ist eine Mittlerorganisation (Quango) der Teilstaaten England und Wales des Vereinigten Königreichs.:S. 210 Als Organisation ist sie vergleichbar mit einer Körperschaft des öffentlichen Rechts und ist keiner ministeriellen Kontrolle unterstellt. Rechenschaft legt die Quasi-Behörde gegenüber dem Parlament ab. In Schottland heißt die analoge Behörde Office of the Scottish Charity Regulator, in Nordirland ist es die Charity Commission for Northern Ireland. Der Auftrag der Charity Commission ist es, Hilfsorganisationen zu regulieren und zu überwachen, so dass die Öffentlichkeit solche Organisationen mit Zuversicht unterstützen kann.
Die Charity Commission führt zu diesem Zweck das Charity Register, vergleichbar mit dem Vereinsregister in Deutschland. Aus dieser Aufgabe folgt auch der Auftrag, Organisationen auf ihren Hilfszweck zu überwachen.

## Auftrag
2005 gibt die Charity Commission vier Kernziele an::S. 7
- Charities zu befähigen, ihre Wirkung zu maximieren
- Befolgung gesetzlicher Vorgaben sicherzustellen
- Innovation und Wirksamkeit zu fördern
- die Arbeit des wohltätigen Sektors [politisch] zu unterstützen

Angesichts der Führung von teuren Public Schools, privater Universitäten oder privater Hospitäler als steuerbegünstigte Charity stehen zumindest einige dieser Ziele im kritischen Licht der Öffentlichkeit.

## Organisation
Das höchste Gremium der Charity Commission ist das Board of Commissioners.:S. 25 Dieses beauftragt einen Vollzeitmitarbeiter als Chief Executive, die Amtsgeschäfte zu führen.:S. 25 Ihm stehen als Stabsstellen ein Head of Governance und ein Head of Communication zur Seite. In der Linie wird dies ergänzt um die Funktionen::S. 25
- Director of Legal Services (Juristische Abteilung)
- Director of Resources (Finanzen, Human Resources, IT-Systeme, Facilities, Einkauf und Archiv)
- Director of Policy and Strategy (Regelwerk für Charities, Planung und Entwicklung, Zielsetzung und -umsetzung)

## Kritik
2014 sammelten knapp 200.000 Charities in Großbritannien ca. GBP 80 Mrd. Sie beschäftigten dafür und zur Umsetzung ihrer Ziele ca. 1 Million Mitarbeiter. Rund 1000 dieser Charities erzielten ein Spendenaufkommen von über GBP 10 Mio. Charities sind steuerbegünstigt und damit anfällig für Betrugsversuche. 2013 deckte eine parlamentarische Untersuchungskommission auf, dass die Charity Commission kaum in der Lage war, die schiere Anzahl von Charities zu bewältigen und sicherzustellen, dass niemand den Charity-Status zur Steuervermeidung oder als politisches Vehikel nutzte.
2016 kritisierte Stuart Etherington vom National Council for Voluntary Organisations, die mangelnde Unabhängigkeit des Boards of Commissioners der Charity Commission. Gleichzeitig äußerte sich Asheem Singh von der Association of Chief Executives of Voluntary Organisations, dass das Board zunehmend einseitige Interessen verträte. Neben zwei der wichtigsten Charity-Verwaltungsstiftungen kritisierten auch Stimmen aus dem Cabinet Office die zu politische Orientierung des Boards. Charities, so die Kritiker, verlören zunehmend das Vertrauen in die Kommission. Zum einen erschien der Prozess der Personalernennung als zu politisch motiviert. Analysen der Board-Mitglieder zeigten, dass die Mehrzahl keine nennenswerten Kenntnisse des Charity-Sektors hatte und aus einer engen sozialen Gruppe stammte, so dass es dem Board an Diversität mangelte. Dafür zeigte die Mehrzahl der Board-Mitglieder eine starke Nähe zu sog. Denkfabriken hatten, häufig politisch oder sozialen einflussnehmenden Körperschaften, obwohl politische Ziele ausdrücklich als nicht-wohltätig gelten.